# Thomas Fleming

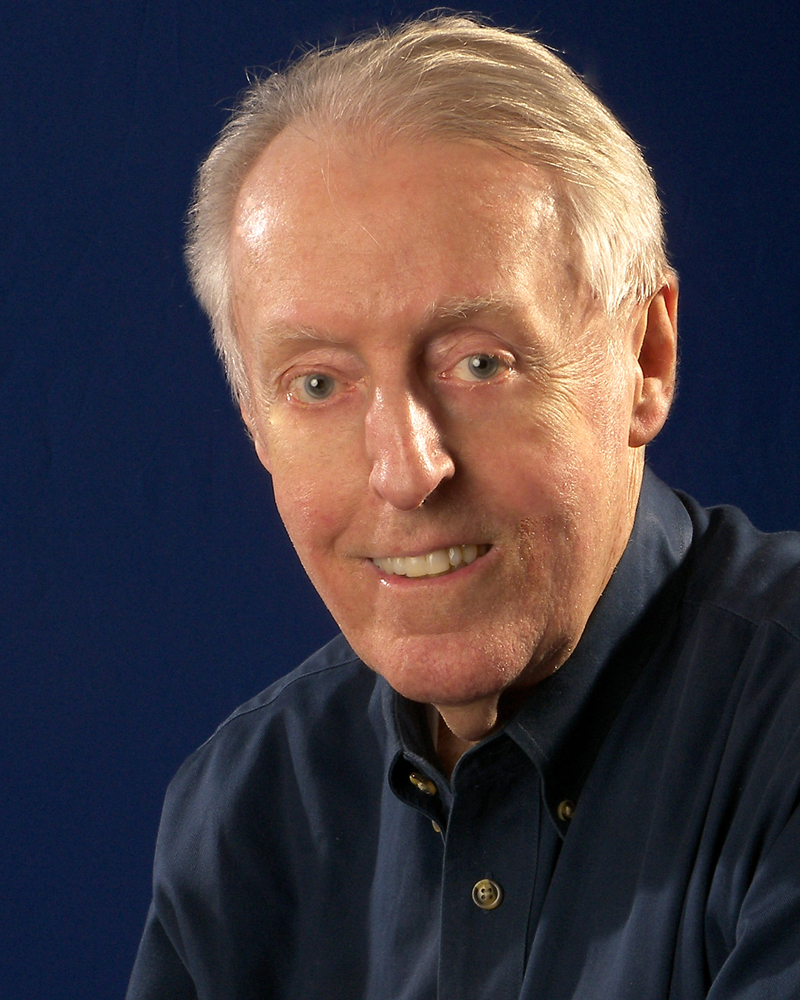
Thomas Fleming

Thomas Fleming (Jersey City, 5 juli 1927 – New York, 23 juli 2017) was een Amerikaans paleoconservatief schrijver. Hij was voorzitter van het Rockford Institute en redacteur van Chronicles, een toonaangevend paleoconservatief tijdschrift.
Fleming studeerde de klassieken aan de Chapel Hill vestiging van de Universiteit van North Carolina, waar hij ook promoveerde. Hij was medeoprichter van de League of the South, een confederale organisatie die streeft naar de onafhankelijkheid van de Zuidelijke Staten van de Verenigde Staten.
Fleming overleed op 90-jarige leeftijd.

## Werk
- The Morality of Everyday Life: Rediscovering an Ancient Alternative to the Liberal Tradition (2004) ISBN 0826215092
- Montenegro: The Divided Land (2002) ISBN 0961936495
- The Politics of Human Nature (1993) ISBN 1560006935
- The Conservative Movement (1988) ISBN 0805797246

- Bibsys: 90203640
- Bibliothèque nationale de France: cb12821671n (data)
- Gemeinsame Normdatei: 13260325X
- International Standard Name Identifier: 0000 0000 8406 4909
- Library of Congress Control Number: n80045893
- National Archives and Records Administration: 10581746
- Nationale Bibliotheek van Tsjechië: mzk2005282348
- Nationale Bibliotheek van Israël: 987007434824005171
- Nationale Bibliotheek van Polen: a0000001128927
- SNAC: w6g30955
- Système universitaire de documentation: 070949190
- Virtual International Authority File: 109173053
- WorldCat: E39PBJwXbmxyMt7vy3Y7pGtYfq